# Zapotèque de Santa Inés Yatzechi
Le zapotèque de Santa Inés Yatzechi (ou zapotèque de Zegache, zapotèque de Zimatlán du Sud-Est) est une variété de la langue zapotèque parlée dans l'État de Oaxaca, au Mexique.

## Localisation géographique
Le zapotèque de Santa Inés Yatzechi est parlé au sud d'Oaxaca de Juárez et à l'ouest d'Ocotlán de Morelos, dans le district de Zimatlán (en), dans le centre de l'État de Oaxaca, au Mexique,.

## Intelligibilité avec les variétés du zapotèque
Les locuteurs du zapotèque de Santa Inés Yatzechi ont une intelligibilité de 75 % du zapotèque d'Ocotlán (le plus similaire). Le zapotèque de Tilquiapan pourrait être un dialecte.

## Utilisation
En 1990, 2 240 parlent le zapotèque de Santa Inés Yatzechi, dont 180 monolingues. Cette langue n'est apparemment plus parlée à Santa Ana Zegache (en) et cesse d'être utilisée à Zaachila (en), mais est très utilisée par les enfants de Santa Inés Yatzeche (en), certains étant monolingues.